# Primera División Femenina de España 2024-25
La temporada 2024-25 de la Primera División Femenina de España, también denominada Liga F, fue la 37.ª edición de la Primera División Femenina de España de fútbol. El torneo lo organizó la Liga Profesional Femenina de Fútbol (LPFF). La competición inicio el 8 de septiembre de 2024 y finalizó el 18 de mayo de 2025.
El F. C. Barcelona fue el campeón alcanzando su décimo título y sexto de manera consecutiva.

## Sistema de competición
Como en temporadas anteriores, consta de un grupo único integrado por 16 equipos clubes de toda la geografía española. Siguiendo un sistema de liga, los clubes se enfrentan todos contra todos en dos ocasiones, una en campo propio y otra en campo contrario, sumando un total de 30 jornadas. El orden de los encuentros se decidió por sorteo antes de empezar la competición.
La clasificación final se establece teniendo en cuenta los puntos obtenidos en cada enfrentamiento, a razón de tres por partido ganado, uno por empate y ninguno en caso de derrota. Si al finalizar el campeonato dos equipos acaban iguales a puntos, los mecanismos para desempatar la clasificación, en orden de aplicación, son los siguientes:
Si el empate a puntos se produce entre dos clubes:
- El que tiene una mayor diferencia entre goles a favor y en contra en los enfrentamientos entre ambos.
- Si persiste el empate, se tiene en cuenta la diferencia de goles a favor y en contra en todos los encuentros del campeonato.

Si el empate a puntos se produce entre tres o más clubes, los sucesivos mecanismos de desempate son los siguientes:
- La mejor puntuación que a cada uno corresponde a tenor de los resultados de los partidos jugados entre sí por los clubes implicados.
- La mayor diferencia de goles a favor y en contra, considerando únicamente los partidos jugados entre sí por los clubes implicados.
- La mayor diferencia de goles a favor y en contra teniendo en cuenta todos los encuentros del campeonato.
- El mayor número de goles a favor teniendo en cuenta todos los encuentros del campeonato.

### Clasificación para competiciones internacionales
La UEFA otorga a la Liga española tres plazas de clasificación para la Liga de Campeones para la temporada 2023-24, distribuidas de la siguiente forma:
- El primero de la liga clasifica de forma directa a la fase de grupos de la Liga de Campeones.
- El segundo clasificado, disputará la ronda 2 de clasificación de la Liga de Campeones.
- El tercer clasificado, disputará la ronda 1 de clasificación de la Liga de Campeones.

En el caso en el que un equipo de la competición gane la Liga de Campeones, se le otorga una plaza para disputar la siguiente edición desde la fase de grupos. En caso de que dicho equipo ya hubiese obtenido esa misma plaza a través de la Liga, no se le concede la plaza reservada de campeón. En cambio, si dicho equipo obtuvo una plaza que le obliga comenzar desde una ronda anterior, entonces sí recibe la plaza reservada al campeón. En cualquier caso, la plaza sobrante nunca pasa al siguiente clasificado de la liga, sino que va a otra federación nacional.

## Equipos participantes
Un total de 16 equipos disputan la competición, que provienen de diversas ubicaciones geográficas de España:
| N.° | Comunidad autónoma   | Equipos                                                     |
| --- | -------------------- | ----------------------------------------------------------- |
| 3   | Andalucía            | Real Betis, Sevilla F. C. y Granada C. F.                   |
| 3   | Cataluña             | F. C. Barcelona, R. C. D. Espanyol y F. C. Levante Badalona |
| 3   | Comunidad de Madrid  | Atlético de Madrid, Madrid C. F. F. y Real Madrid C. F.     |
| 3   | País Vasco           | Athletic Club, Real Sociedad y S. D. Eibar                  |
| 2   | Comunidad Valenciana | Levante U. D. y Valencia C. F.                              |
| 1   | Islas Canarias       | U. D. Costa Adeje Tenerife                                  |
| 1   | Galicia              | Deportivo Abanca                                            |

### Ascensos y descensos
Esta temporada la componen dieciséis equipos, catorce procedentes de la temporada anterior y dos procedentes de la Primera Federación Femenina. Los dos últimos clasificados de la temporada anterior juegan la temporada 2024-25 de la Primera Federación Femenina.
| Pos.  | Ascendidos a La liga F |
| ----- | ---------------------- |
| 1.º   | Deportivo Abanca       |
| Prom. | R. C. D. Espanyol      |

| Pos. | Descendidos de La liga F |
| ---- | ------------------------ |
| 15.º | Villarreal C. F.         |
| 16.º | Sporting de Huelva       |

### Árbitras
1. Ainara Andrea Acevedo Dudley
2. Alicia Espinosa Ríos
3. Andrea Fernández Firvida
4. Beatriz Cuesta Arribas
5. Elena Peláez Arnillas
6. Elisabeth Calvo Valentín
7. María Eugenia Gil Soriano
8. María Gloria Planes Terol
9. Melissa López Osorio
10. Marta Huerta de Aza
11. Olatz Rivera Olmedo
12. Paola Cebollada López
13. Raquel Suárez González
14. Ylenia Sánchez Miguel
15. Zulema González González

## Desarrollo

### Clasificación
| Pos. | Equipo                     | Pts. | PJ | G  | E  | P  | GF  | GC | Dif. | Clasificación                     |
| ---- | -------------------------- | ---- | -- | -- | -- | -- | --- | -- | ---- | --------------------------------- |
| 1    | F. C. Barcelona (C)        | 84   | 30 | 28 | 0  | 2  | 128 | 16 | +112 | Fase de liga de Liga de Campeones |
| 2    | Real Madrid C. F.          | 76   | 30 | 24 | 4  | 2  | 87  | 28 | +59  | Segunda fase de Liga de Campeones |
| 3    | Atlético de Madrid         | 58   | 30 | 16 | 10 | 4  | 49  | 23 | +26  | Segunda fase de Liga de Campeones |
| 4    | Athletic Club              | 51   | 30 | 16 | 3  | 11 | 40  | 32 | +8   |                                   |
| 5    | Granada C. F.              | 45   | 30 | 14 | 3  | 13 | 42  | 45 | −3   |                                   |
| 6    | U. D. Costa Adeje Tenerife | 42   | 30 | 11 | 9  | 10 | 40  | 36 | +4   |                                   |
| 7    | Real Sociedad              | 41   | 30 | 12 | 5  | 13 | 40  | 45 | −5   |                                   |
| 8    | S. D. Eibar                | 38   | 30 | 10 | 8  | 12 | 24  | 41 | −17  |                                   |
| 9    | Sevilla F. C.              | 36   | 30 | 10 | 6  | 14 | 32  | 47 | −15  |                                   |
| 10   | Madrid C. F. F.            | 33   | 30 | 9  | 6  | 15 | 37  | 62 | −25  |                                   |
| 11   | R. C. D. Espanyol          | 32   | 30 | 7  | 11 | 12 | 29  | 50 | −21  |                                   |
| 12   | Levante U. D.              | 31   | 30 | 8  | 7  | 15 | 30  | 45 | −15  |                                   |
| 13   | F. C. Levante Badalona     | 28   | 30 | 6  | 10 | 14 | 24  | 45 | −21  |                                   |
| 14   | Deportivo Abanca           | 27   | 30 | 6  | 9  | 15 | 27  | 48 | −21  |                                   |
| 15   | Real Betis (D)             | 23   | 30 | 6  | 5  | 19 | 24  | 67 | −43  | Descenso a Primera Federación     |
| 16   | Valencia C. F. (D)         | 23   | 30 | 5  | 8  | 17 | 24  | 47 | −23  | Descenso a Primera Federación     |

 Fuente: Liga F
Criterios de clasificación: Puntos · Enfrentamientos directos · Diferencia de goles en enfrentamientos directos · Diferencia de goles · Goles a favor

### Evolución de la clasificación
| Equipo ╲ Jornada   | 1         | 2  | 3  | 4  | 5  | 6  | 7  | 8  | 9  | 10 | 11 | 12 | 13 | 14 | 15 | 16 | 17 | 18 | 19 | 20 | 21 | 22 | 23 | 24 | 25 | 26 | 27 | 28 | 29 | 30 |   |
| ------------------ | --------- | -- | -- | -- | -- | -- | -- | -- | -- | -- | -- | -- | -- | -- | -- | -- | -- | -- | -- | -- | -- | -- | -- | -- | -- | -- | -- | -- | -- | -- | - |
| Equipo ╲ Jornada   | Barcelona | 2  | 2  | 3  | 1  | 1  | 1  | 1  | 1  | 1  | 1  | 1  | 1  | 1  | 1  | 1  | 1  | 1  | 1  | 1  | 1  | 1  | 1  | 1  | 1  | 1  | 1  | 1  | 1  | 1  | 1 |
| Real Madrid        | 1         | 1  | 1  | 2  | 2  | 2  | 2  | 2  | 2  | 2  | 2  | 2  | 2  | 2  | 2  | 2  | 2  | 2  | 2  | 2  | 2  | 2  | 2  | 2  | 2  | 2  | 2  | 2  | 2  | 2  |   |
| Atlético de Madrid | 3         | 4  | 2  | 3  | 3  | 3  | 3  | 3  | 3  | 3  | 3  | 3  | 3  | 3  | 3  | 3  | 4  | 3  | 4  | 3  | 3  | 3  | 3  | 3  | 3  | 3  | 3  | 3  | 3  | 3  |   |
| Athletic Club      | 7         | 6  | 7  | 5  | 8  | 6  | 6  | 7  | 5  | 7  | 5  | 5  | 5  | 5  | 5  | 4  | 5  | 4  | 3  | 4  | 4  | 4  | 4  | 4  | 4  | 4  | 4  | 4  | 4  | 4  |   |
| Granada            | 13        | 12 | 9  | 12 | 13 | 10 | 11 | 10 | 11 | 11 | 9  | 8  | 6  | 7  | 6  | 7  | 7  | 7  | 7  | 6  | 6  | 6  | 5  | 5  | 5  | 5  | 5  | 5  | 5  | 5  |   |
| Tenerife           | 11        | 8  | 8  | 10 | 6  | 7  | 8  | 6  | 7  | 5  | 7  | 6  | 7  | 6  | 7  | 6  | 6  | 6  | 6  | 7  | 7  | 7  | 7  | 6  | 6  | 6  | 6  | 6  | 7  | 6  |   |
| Real Sociedad      | 10        | 11 | 10 | 6  | 5  | 5  | 5  | 5  | 4  | 4  | 4  | 4  | 4  | 4  | 4  | 5  | 3  | 5  | 5  | 5  | 5  | 5  | 6  | 7  | 7  | 7  | 7  | 7  | 6  | 7  |   |
| Eibar              | 4         | 3  | 5  | 8  | 9  | 9  | 9  | 12 | 13 | 13 | 14 | 13 | 12 | 13 | 12 | 12 | 10 | 11 | 10 | 11 | 9  | 9  | 8  | 8  | 8  | 8  | 8  | 9  | 9  | 8  |   |
| Sevilla            | 5         | 9  | 11 | 7  | 7  | 8  | 7  | 8  | 8  | 10 | 8  | 11 | 13 | 11 | 8  | 8  | 9  | 10 | 8  | 8  | 8  | 8  | 9  | 9  | 9  | 9  | 9  | 8  | 8  | 9  |   |
| Madrid             | 6         | 5  | 6  | 9  | 10 | 11 | 12 | 13 | 9  | 8  | 11 | 10 | 10 | 9  | 9  | 10 | 11 | 9  | 11 | 12 | 11 | 10 | 10 | 10 | 10 | 10 | 10 | 11 | 10 | 10 |   |
| Espanyol           | 16        | 16 | 14 | 15 | 11 | 14 | 15 | 14 | 12 | 9  | 10 | 9  | 8  | 8  | 11 | 11 | 12 | 13 | 14 | 13 | 13 | 13 | 11 | 12 | 12 | 11 | 11 | 10 | 11 | 11 |   |
| Levante            | 12        | 13 | 16 | 11 | 12 | 12 | 13 | 15 | 15 | 14 | 15 | 15 | 14 | 14 | 15 | 15 | 15 | 15 | 15 | 15 | 15 | 14 | 14 | 14 | 14 | 12 | 12 | 13 | 13 | 12 |   |
| Levante Badalona   | 8         | 7  | 4  | 4  | 4  | 4  | 4  | 4  | 6  | 6  | 6  | 7  | 9  | 10 | 10 | 9  | 8  | 8  | 9  | 9  | 10 | 11 | 12 | 11 | 13 | 14 | 14 | 12 | 12 | 13 |   |
| Deportivo Abanca   | 15        | 14 | 12 | 13 | 14 | 13 | 10 | 9  | 10 | 12 | 13 | 14 | 15 | 15 | 14 | 13 | 13 | 12 | 12 | 10 | 12 | 12 | 13 | 13 | 11 | 13 | 13 | 14 | 14 | 14 |   |
| Real Betis         | 14        | 15 | 13 | 14 | 15 | 15 | 14 | 11 | 14 | 15 | 12 | 12 | 11 | 12 | 13 | 14 | 14 | 14 | 13 | 14 | 14 | 15 | 15 | 15 | 15 | 15 | 15 | 15 | 15 | 15 |   |
| Valencia           | 9         | 10 | 15 | 16 | 16 | 16 | 16 | 16 | 16 | 16 | 16 | 16 | 16 | 16 | 16 | 16 | 16 | 16 | 16 | 16 | 16 | 16 | 16 | 16 | 16 | 16 | 16 | 16 | 16 | 16 |   |

## Resultados
| Local \ Visitante  | ATH | ATM | BAR | DEP | EIB | ESP | GRA  | LEV | LBA | MAD | BET | RMA | RSO | SEV | TEN | VAL |
| ------------------ | --- | --- | --- | --- | --- | --- | ---- | --- | --- | --- | --- | --- | --- | --- | --- | --- |
| Athletic Club      |     | 0–2 | 0–2 | 2–0 | 0–1 | 1–0 | 2–1  | 2–3 | 1–0 | 1–0 | 3–0 | 1–2 | 2–0 | 0–1 | 2–0 | 1–1 |
| Atlético de Madrid | 1–0 |     | 0–3 | 2–1 | 1–1 | 1–1 | 2–0  | 3–0 | 5–0 | 4–0 | 0–0 | 1–2 | 1–0 | 1–0 | 2–0 | 3–0 |
| Barcelona          | 6–0 | 6–0 |     | 4–0 | 4–0 | 7–1 | 10–1 | 1–2 | 6–0 | 5–1 | 4–1 | 1–3 | 3–1 | 5–1 | 5–1 | 4–1 |
| Deportivo Abanca   | 2–2 | 0–0 | 0–3 |     | 0–1 | 0–1 | 1–2  | 1–0 | 3–1 | 1–0 | 0–0 | 1–4 | 0–1 | 1–1 | 0–0 | 1–1 |
| Eibar              | 1–2 | 0–2 | 1–8 | 0–0 |     | 1–1 | 0–0  | 0–3 | 1–0 | 1–2 | 2–0 | 0–3 | 1–1 | 0–3 | 0–0 | 2–0 |
| Espanyol           | 1–2 | 0–0 | 0–2 | 1–1 | 2–1 |     | 1–0  | 1–0 | 2–0 | 3–3 | 6–2 | 0–5 | 0–3 | 0–0 | 0–0 | 1–0 |
| Granada            | 0–2 | 0–0 | 0–2 | 5–0 | 2–0 | 2–1 |      | 0–1 | 1–1 | 1–0 | 1–2 | 1–2 | 0–2 | 3–0 | 2–1 | 2–1 |
| Levante            | 0–1 | 2–2 | 1–4 | 2–1 | 1–2 | 1–1 | 2–3  |     | 1–1 | 0–0 | 1–2 | 1–2 | 1–2 | 0–0 | 2–0 | 0–1 |
| Levante Badalona   | 0–1 | 1–1 | 0–2 | 1–0 | 0–1 | 1–1 | 0–2  | 2–0 |     | 1–0 | 2–1 | 1–3 | 0–0 | 0–0 | 0–0 | 1–1 |
| Madrid             | 1–1 | 0–3 | 1–8 | 4–3 | 2–1 | 2–1 | 3–1  | 2–1 | 1–2 |     | 2–0 | 0–1 | 0–2 | 2–1 | 2–1 | 1–1 |
| Real Betis         | 0–4 | 2–1 | 0–9 | 0–2 | 0–1 | 0–0 | 1–3  | 1–2 | 4–3 | 1–1 |     | 0–3 | 3–1 | 1–1 | 0–1 | 0–1 |
| Real Madrid        | 2–0 | 1–1 | 0–4 | 2–2 | 0–1 | 5–0 | 3–1  | 6–0 | 3–2 | 7–3 | 5–1 |     | 3–0 | 4–1 | 1–1 | 1–0 |
| Real Sociedad      | 1–0 | 0–2 | 0–6 | 1–2 | 0–0 | 4–1 | 4–2  | 1–2 | 2–1 | 2–2 | 4–0 | 1–4 |     | 0–0 | 2–0 | 0–2 |
| Sevilla            | 2–5 | 1–2 | 0–1 | 2–1 | 1–3 | 1–0 | 0–2  | 2–0 | 0–1 | 2–1 | 2–0 | 0–4 | 3–2 |     | 0–2 | 3–1 |
| Tenerife           | 2–1 | 2–2 | 0–2 | 5–1 | 1–1 | 4–1 | 1–2  | 0–0 | 1–1 | 2–0 | 2–0 | 1–4 | 4–1 | 4–1 |     | 2–0 |
| Valencia           | 0–1 | 0–4 | 0–1 | 0–2 | 2–0 | 1–1 | 0–2  | 1–1 | 1–1 | 4–1 | 0–2 | 2–2 | 0–2 | 1–3 | 1–2 |     |

### Tipo de resultado por jornada
| Equipo / Jornada   | 1 | 2 | 3 | 4 | 5 | 6 | 7 | 8 | 9 | 10 | 11 | 12 | 13 | 14 | 15 | 16 | 17 | 18 | 19 | 20 | 21 | 22 | 23 | 24 | 25 | 26 | 27 | 28 | 29 | 30 |
| ------------------ | - | - | - | - | - | - | - | - | - | -- | -- | -- | -- | -- | -- | -- | -- | -- | -- | -- | -- | -- | -- | -- | -- | -- | -- | -- | -- | -- |
| Athletic Club      | G | G | P | E | P | G | E | P | G | P  | G  | G  | G  | G  | P  | G  | P  | G  | G  | P  | G  | P  | G  | G  | P  | E  | G  | P  | G  | P  |
| Atlético de Madrid | G | G | G | G | G | E | G | E | P | G  | E  | E  | P  | G  | E  | P  | E  | G  | E  | G  | E  | E  | G  | G  | P  | G  | E  | G  | G  | G  |
| Barcelona          | G | G | G | G | G | G | G | G | G | G  | G  | G  | G  | G  | G  | G  | P  | G  | G  | G  | G  | G  | P  | G  | G  | G  | G  | G  | G  | G  |
| Deportivo Abanca   | P | P | E | E | P | G | E | G | P | P  | P  | P  | P  | P  | G  | G  | E  | G  | E  | E  | P  | E  | E  | P  | G  | P  | P  | P  | E  | P  |
| Eibar              | G | G | P | P | P | P | E | P | E | P  | E  | E  | G  | P  | G  | E  | G  | P  | E  | P  | G  | G  | G  | G  | P  | E  | E  | P  | P  | G  |
| Espanyol           | P | P | E | E | G | P | P | E | G | G  | E  | G  | E  | P  | P  | E  | P  | P  | P  | E  | E  | E  | G  | P  | E  | G  | E  | P  | P  | G  |
| Granada            | P | P | G | P | P | G | P | G | P | E  | G  | G  | G  | P  | G  | E  | E  | G  | G  | G  | P  | P  | G  | P  | G  | G  | G  | P  | P  | P  |
| Levante            | P | P | P | G | E | E | P | P | P | G  | P  | P  | E  | P  | P  | E  | G  | P  | P  | E  | G  | G  | P  | P  | G  | G  | E  | P  | E  | G  |
| Levante Badalona   | E | G | G | P | G | G | E | P | P | E  | E  | P  | P  | P  | E  | E  | G  | P  | P  | E  | E  | P  | P  | E  | P  | P  | P  | G  | E  | P  |
| Madrid             | G | G | P | P | P | P | P | E | G | G  | P  | G  | P  | E  | E  | P  | P  | G  | P  | P  | E  | G  | P  | G  | P  | E  | P  | P  | E  | G  |
| Real Betis         | P | P | E | E | P | P | G | G | P | P  | G  | P  | G  | E  | P  | P  | P  | P  | G  | P  | E  | P  | P  | P  | G  | P  | E  | P  | P  | P  |
| Real Madrid        | G | G | G | G | G | E | G | G | G | P  | G  | G  | G  | G  | P  | G  | G  | G  | G  | G  | G  | E  | G  | G  | G  | G  | G  | G  | E  | E  |
| Real Sociedad      | P | P | G | G | G | G | P | E | G | G  | P  | E  | G  | G  | G  | P  | G  | P  | P  | E  | E  | P  | P  | P  | P  | E  | P  | G  | G  | P  |
| Sevilla            | G | P | P | G | E | P | G | P | P | P  | G  | P  | P  | G  | G  | E  | P  | P  | G  | E  | P  | G  | P  | E  | G  | P  | E  | G  | E  | P  |
| Tenerife           | P | G | E | P | G | E | E | G | E | G  | P  | E  | P  | G  | P  | G  | G  | G  | E  | E  | P  | P  | E  | G  | P  | P  | P  | G  | E  | G  |
| Valencia           | E | P | P | P | P | P | E | P | G | P  | P  | P  | P  | P  | E  | P  | E  | P  | P  | E  | P  | G  | G  | P  | E  | P  | G  | G  | E  | E  |

## Datos y estadísticas

### Máximas goleadoras
Al finalizar la temporada, la máxima goleadora de la competición recibe el Trofeo Pichichi y la máxima goleadora española recibe el Trofeo Zarra.
| Pos. | Jugadora               | Equipo        | Goles | Part. | Prom. |
| ---- | ---------------------- | ------------- | ----- | ----- | ----- |
| 1    | Ewa Pajor              | Barcelona     | 25    | 28    | 0.89  |
| 2    | Alexia Putellas        | Barcelona     | 16    | 24    | 0.67  |
| =    | Edna Imade             | Granada       | 16    | 29    | 0.55  |
| 4    | Alba Redondo           | Real Madrid   | 15    | 29    | 0.52  |
| 5    | Aitana Bonmatí         | Barcelona     | 12    | 26    | 0.46  |
| =    | Signe Bruun            | Real Madrid   | 12    | 26    | 0.46  |
| 7    | Caroline Graham Hansen | Barcelona     | 11    | 22    | 0.5   |
| =    | Natalia Padilla        | Sevilla       | 11    | 28    | 0.39  |
| =    | Ivonne Chacón          | Levante       | 11    | 30    | 0.37  |
| 10   | Gift Monday            | Tenerife      | 10    | 19    | 0.53  |
| =    | Vicky López            | Barcelona     | 10    | 25    | 0.4   |
| =    | Rinsola Babajide       | Tenerife      | 10    | 26    | 0.38  |
| =    | Caroline Weir          | Real Madrid   | 10    | 26    | 0.38  |
| =    | Claudia Pina           | Barcelona     | 10    | 27    | 0.37  |
| =    | Amaiur Sarriegi        | Real Sociedad | 10    | 28    | 0.36  |

Fuente: Liga F.

### Máximas asistentes
La siguiente tabla muestra el ranking de máximas asistentes de la competición:
| Pos. | Jugadora               | Equipo             | Asist. | Part. | Prom. |
| ---- | ---------------------- | ------------------ | ------ | ----- | ----- |
| 1    | Alexia Putellas        | Barcelona          | 11     | 24    | 0.46  |
| 2    | Caroline Graham Hansen | Barcelona          | 10     | 22    | 0.45  |
| =    | Ewa Pajor              | Barcelona          | 10     | 28    | 0.36  |
| 4    | Laura Pérez            | Granada            | 9      | 28    | 0.32  |
| =    | Fiamma                 | Atlético de Madrid | 9      | 29    | 0.31  |
| 6    | Ona Batlle             | Barcelona          | 8      | 22    | 0.36  |
| =    | Patri Guijarro         | Barcelona          | 8      | 25    | 0.32  |
| =    | Caroline Weir          | Real Madrid        | 8      | 26    | 0.31  |
| 9    | Signe Bruun            | Real Madrid        | 7      | 26    | 0.27  |
| =    | Claudia Pina           | Barcelona          | 7      | 27    | 0.26  |
| 11   | Sandie Toletti         | Real Madrid        | 6      | 22    | 0.27  |
| =    | Aitana Bonmatí         | Barcelona          | 6      | 26    | 0.23  |
| =    | Mapi León              | Barcelona          | 6      | 26    | 0.23  |
| =    | Ainhoa Marín           | Deportivo Abanca   | 6      | 27    | 0.22  |
| =    | Gio Queiroz            | Atlético de Madrid | 6      | 27    | 0.22  |
| =    | Nerea Nevado           | Athletic Club      | 6      | 28    | 0.21  |
| =    | Andreia Jacinto        | Real Sociedad      | 6      | 30    | 0.2   |

Fuente: Liga F.

### Tripletes o más
A continuación se detallan los tripletes conseguidos a lo largo de la temporada.
| N.º | Fecha      | Jugadora          | Goles         | Local              |                                   | Resultado |                                   | Visitante         | Rep.       |
| --- | ---------- | ----------------- | ------------- | ------------------ | --------------------------------- | --------- | --------------------------------- | ----------------- | ---------- |
| 1   | 27-9-2024  | Rasheedat Ajibade | 21' 51' 90+1' | Atlético de Madrid | Bandera de la Comunidad de Madrid | 4 - 0     | Bandera de la Comunidad de Madrid | Madrid C. F. F.   | Jornada 4  |
| 2   | 28-9-2024  | Ewa Pajor         | 2' 45+3' 69'  | F. C. Barcelona    | Bandera de Cataluña               | 10 - 1    | Bandera de Andalucía              | Granada C. F.     | Jornada 4  |
| 3   | 13-10-2024 | Ewa Pajor         | 59' 85' 87'   | F. C. Barcelona    | Bandera de Cataluña               | 7 - 1     | Bandera de Cataluña               | R. C. D. Espanyol | Jornada 6  |
| 4   | 5-1-2025   | Ewa Pajor         | 6' 44' 59'    | Real Sociedad      | Bandera del País Vasco            | 0 - 6     | Bandera de Cataluña               | F. C. Barcelona   | Jornada 16 |
| 5   | 11-5-2025  | Claudia Pina      | 6' 49' 52'    | Real Betis         | Bandera de Andalucía              | 0 - 9     | Bandera de Cataluña               | F. C. Barcelona   | Jornada 29 |
| 6   | 18-5-2025  | Emilie Nautnes    | 20' 86' 90'   | Madrid C. F. F.    | Bandera de la Comunidad de Madrid | 4 - 3     | Bandera de Galicia                | Deportivo Abanca  | Jornada 30 |

### Autogoles
A continuación se detallan los autogoles marcados a lo largo de la temporada.
| N.º | Fecha | Jugadora     | Minuto | Local |  | Resultado |              | Visitante | Rep. |
| --- | ----- | ------------ | ------ | ----- |  | --------- | ------------ | --------- | ---- |
| 1   |       | Bandera de ? |        |       |  |           | Bandera de ? |           |      |

### Récords
| Récords de jugadoras       | Récords de jugadoras | Récords de jugadoras | Récords de jugadoras   | Récords de jugadoras | Récords de jugadoras | Récords de jugadoras               | Récords de jugadoras | Récords de jugadoras |
| Récord                     | Fecha                | Jugadora             | Local                  |                      | Resultado            |                                    | Visitante            | Rep.                 |
| -------------------------- | -------------------- | -------------------- | ---------------------- | -------------------- | -------------------- | ---------------------------------- | -------------------- | -------------------- |
| Primer gol de la temporada | 06/09/2024           | María Méndez         | R. C. D. Espanyol      | Bandera de Cataluña  | 0 – 5                | Bandera de la Comunidad de Madrid  | Real Madrid C. F.    | Jornada 1            |
| Último gol de la temporada | 18/05/2025           | Paula Fernández      | Granada C. F.          | Bandera de Andalucía | 0 – 1                | Bandera de la Comunidad Valenciana | Levante U. D.        | Jornada 30           |
| Gol anotado más pronto     | 28/09/2024           | Ewa Pajor (01:26)    | F. C. Barcelona        | Bandera de Cataluña  | 10 – 1               | Bandera de Andalucía               | Granada C. F.        | Jornada 4            |
| Gol anotado más tarde      | 09/11/2024           | Alba Redondo (96:33) | F. C. Levante Badalona | Bandera de Cataluña  | 1 – 3                | Bandera de la Comunidad de Madrid  | Real Madrid C. F.    | Jornada 9            |

| Récords de equipos          | Récords de equipos | Récords de equipos                           | Récords de equipos  | Récords de equipos                | Récords de equipos | Récords de equipos                | Récords de equipos | Récords de equipos |
| Fecha                       | Récord             | Equipo/s                                     | Local               |                                   | Resultado          |                                   | Visitante          | Rep.               |
| --------------------------- | ------------------ | -------------------------------------------- | ------------------- | --------------------------------- | ------------------ | --------------------------------- | ------------------ | ------------------ |
| Más goles en un partido     | 28/09/2024         | F. C. Barcelona y Granada C. F. (11)         | F. C. Barcelona     | Bandera de Cataluña               | 10 – 1             | Bandera de Andalucía              | Granada C. F.      | Jornada 4          |
| Más público en un partido   | 16/02/2025         | F. C. Barcelona y Real Madrid C. F. (35,812) | F. C. Barcelona     | Bandera de Cataluña               | 1 – 3              | Bandera de la Comunidad de Madrid | Real Madrid C. F.  | Jornada 23         |
| Menos público en un partido | 16/11/2024         | Madrid C. F. F. y S. D. Eibar (75)           | Madrid C. F. F.     | Bandera de la Comunidad de Madrid | 2 – 1              | Bandera del País Vasco            | S. D. Eibar        | Jornada 10         |
| Mayor victoria local        | 28/09/2024         | F. C. Barcelona (+9)                         | F. C. Barcelona     | Bandera de Cataluña               | 10 – 1             | Bandera de Andalucía              | Granada C. F.      | Jornada 4          |
| Mayor victoria visitante    | 11/05/2025         | F. C. Barcelona (+9)                         | Real Betis Balompié | Bandera de Andalucía              | 0 – 9              | Bandera de Cataluña               | F. C. Barcelona    | Jornada 29         |

| Más partidos invicto   | Barcelona Atlético de Madrid Real Madrid | 16 |
| Más partidos ganados   | Barcelona                                | 16 |
| Más partidos sin ganar | Valencia                                 | 8  |
| Más partidos perdidos  | Valencia                                 | 5  |

| Más tarjetas amarillas | Real Betis                 | 69  | Alice Marques (VAL) Cinthia González (SEV) | 10 |
| Más tarjetas rojas     | Levante Espanyol Sevilla   | 4   | Mar Torras (ESP)                           | 2  |
| Más faltas cometidas   | U. D. Costa Adeje Tenerife | 366 | Rebecca Elloh (LBA)                        | 72 |

## Premios

### Premios mensuales
|            | Jugadora del mes        |
| ---------- | ----------------------- |
| Septiembre | Rasheedat Ajibade (ATM) |
| Octubre    | Alexia Putellas (BAR)   |
| Noviembre  | Patri Guijarro (BAR)    |
| Diciembre  | Edna Imade (GRA)        |
| Enero      | Linda Caicedo (RMA)     |
| Febrero    | Gift Monday (TEN)       |
| Marzo      | Gio Queiroz (ATM)       |
| Abril      | Ewa Pajor (BAR)         |
| Mayo       | Claudia Pina (BAR)      |

### Equipo de la temporada
LIGA F y el patrocinador EA Sports presentaron el 23 de mayo de 2025 a las 14 jugadoras que formaron parte del equipo de la temporada:
| Porteras     | Porteras         |
| Jugador      | Equipo           |
| ------------ | ---------------- |
| Inês Pereira | Deportivo Abanca |

| Defensas         | Defensas          |
| Jugador          | Equipo            |
| ---------------- | ----------------- |
| Ona Batlle       | F. C. Barcelona   |
| Maëlle Lakrar    | Real Madrid C. F. |
| Alexia Fernández | Granada C. F.     |

| Centrocampistas   | Centrocampistas    |
| Jugador           | Equipo             |
| ----------------- | ------------------ |
| Alexia Putellas   | F. C. Barcelona    |
| Aitana Bonmatí    | F. C. Barcelona    |
| Linda Caicedo     | Real Madrid C. F.  |
| Caroline Weir     | Real Madrid C. F.  |
| Filippa Angeldahl | Real Madrid C. F.  |
| Vilde Bøe Risa    | Atlético de Madrid |
| Claire Lavogez    | Real Sociedad      |

| Delanteras             | Delanteras      |
| Jugador                | Equipo          |
| ---------------------- | --------------- |
| Caroline Graham Hansen | F. C. Barcelona |
| Edna Imade             | Granada C. F.   |
| Ewa Pajor              | F. C. Barcelona |